# 早安少女組。 Concert Tour 2011秋 愛 BELIEVE ～高橋愛 畢業記念Special～
「早安少女組。 Concert Tour 2011秋 愛 BELIEVE ～高橋愛 畢業記念Special～」是日本的女子偶像組合早安少女組。於2011年12月28日推出的DVD，由zetima發行。

## 概要
- 與上一張DVD「早安少女組。 全單曲 MUSIC VIDEO Blu-ray File 2011」相距約1星期。
- 「早安少女組。 Concert Tour 2011秋 愛 BELIEVE ～高橋愛 畢業記念Special～」是早安少女組。的秋季全國巡迴演唱會，由2011年9月3日開始，至2011年9月30日，一共6場公演。亦是早安少女組。五期成員高橋愛的畢業演唱會。
- 此DVD收錄了早安少女組。於2011年9月30日在日本武道館舉行的最後一場公演（高橋愛畢業當天），共演唱23首曲目。
- 首次披露第12枚原創專輯「12, Smart」多首曲目。八期成員光井愛佳因腳傷而沒有參與此公演。
- 在1月9日於公信榜錄影帶週排行榜取得第-位

## 收錄曲

### DISC 1
1. OPENING
2. Mr. Moonlight 〜愛的Big Band〜
3. VTR 成員介紹
4. 真心盼望地球和平!
5. 想和他一起開店!
6. MC -1-
7. 憂鬱的共鳴
8. 停止吧! 辛巴達
9. My Way 〜女子校花道〜
10. MC -2-
11. 銀色手錶（田中麗奈 + 鞘師里保 + 新垣里沙）
12. 將這份愛重疊（高橋愛 + 新垣里沙）
13. MC -3-
14. 喜歡你 前輩（高橋愛 + 新垣里沙）
15. MC -4-
16. 在手機上，對嗎？（高橋愛）
17. VTR 〜成員 愛 BELIEVE: 道重沙由美 + 田中麗奈〜
18. SONGS
19. Give me 愛
20. MC -5-
21. Medley
  1. 熱情的吻一枚
  2. 不偽裝的笑顏YES
  3. 想要你更愛我
  4. 轉來轉去JUMP
22. MC -6-
23. OK YEAH!
24. Only you
25. 真的真的嗎!
26. MC -7-
27. Bravo!

### DISC 2
1. MC -8-
2. 帶著自信與夢想起飛（高橋愛）
3. MC -畢業典禮-
4. 友
5. 淚人兒

#### Extra footage
1. 喜歡你 前輩（高橋愛 + 新垣里沙 + 紺野朝美 + 小川麻琴）
2. 高橋愛2011年9月30日 日本武道館　Back Scene
3. 〜成員 愛 BELIEVE〜 Comment集
  1. 新垣里沙 + 光井愛佳
  2. 譜久村聖 + 生田衣梨奈 + 鞘師里保 + 鈴木香音
  3. 道重沙由美
  4. 田中麗奈 + 光井愛佳
  5. 新垣里沙